# Utah Valley

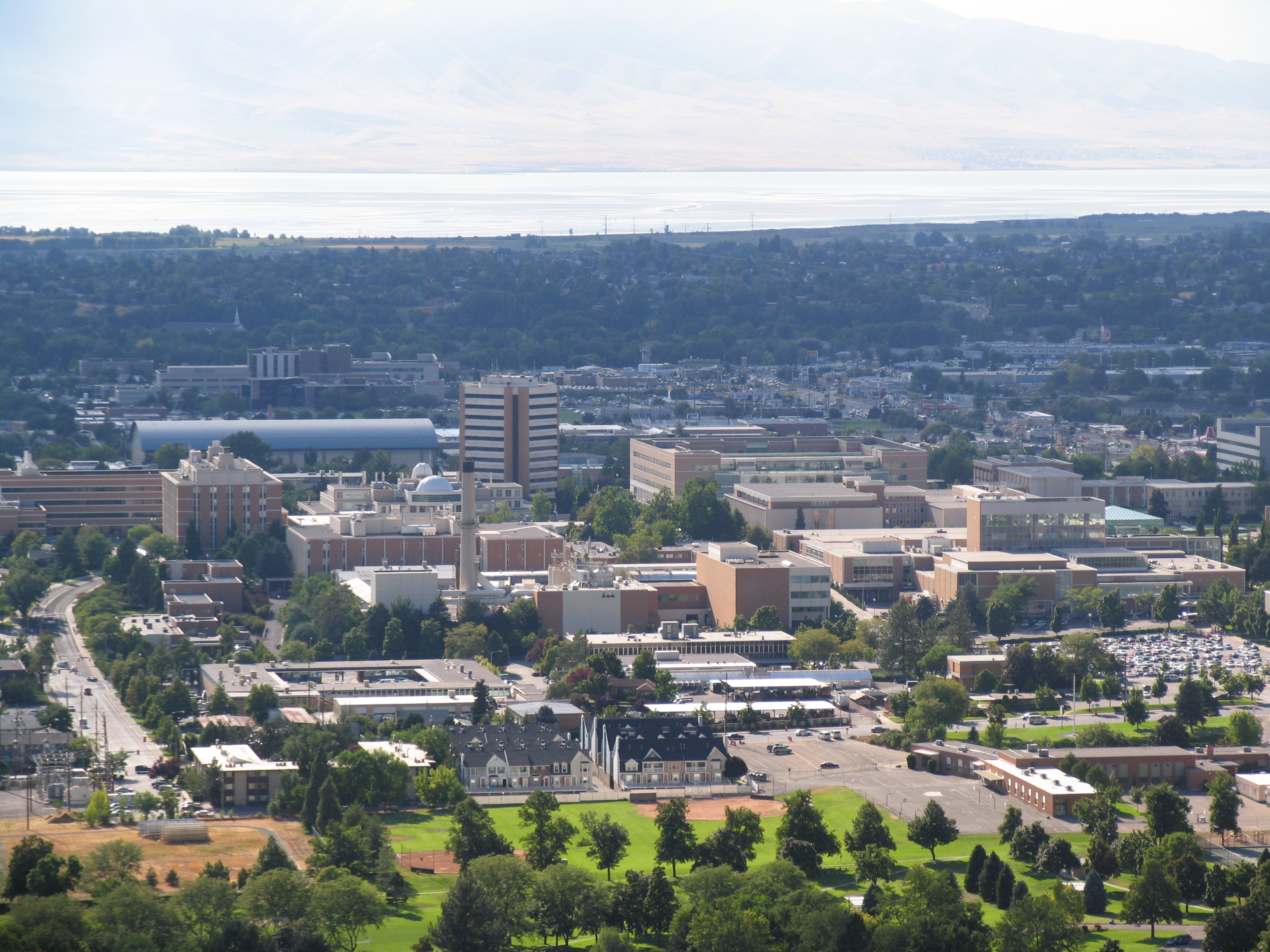
Brigham Young Universität in Provo vor dem Utah Lake

Das Utah Valley ist eine Region in Utah County im US-Bundesstaat Utah um den Utah Lake. Das Tal mit rund 5200 km² auf einer Höhe zwischen 1378 und 1579 m liegt westlich der Wasatch Mountains und gehört damit zu den äußersten Tälern der geologischen Basin-and-Range-Provinz, unmittelbar unterhalb der Rocky Mountains. Im Süden und im Westen wird das Tal durch Horste abgegrenzt, die zu der Horst-und-Graben-Struktur der Basin and Range-Region gehören, im Norden ragen die Traverse Mountains (auch als Traverse Range bezeichnet) aus der Wasatchkette nach Westen und grenzen so das Utah Valley von nördlich anschließenden Salt Lake Valley ab.
Im Utah Valley liegt der Utah Lake. Er entwässert über den Jordan River durch das Durchbruchstal Jordan Narrows zwischen der Traverse Range und dem westlichen Horst in das Salt Lake Valley und den Großen Salzsee. Dieser hat keinen Abfluss, was das Utah Valley zu einem Teil des Großen Beckens macht. Das Tal entstand wie die gesamte Basin and Range-Provinz erst vor rund sechs Millionen Jahren durch Dehnungsbrüche in der Erdkruste, die die parallelen Horst- und Graben Strukturen erzeugt. Am Ende der letzten Eiszeit war das Utah Valley Teil des prähistorischen Lake Bonneville, der vor rund 16.000 Jahren seinen Höchststand erreichte und noch vor rund 14.000 Jahren nach der katastrophalen Bonneville-Flut bis Provo reichte. Alle heutigen Seen im östlichen Großen Becken, darunter auch der Utah Lake, sind Überreste dieses Sees.

## Geschichte
Das Utah Valley lag Im Kern des Gebietes der namensgebenden  Ute-Indianer. Die Dominguez-Escalante-Expedition zweier Franziskaner-Patres brachte 1775/76 die ersten Weißen in das Tal. Pelzjäger und -händler der Rocky Mountain Fur Company hielten sich in den 1820er Jahren als erste Weiße länger in der Region auf. Als Siedler kamen 1850 Mormonische Pioniere, die im Auftrag der Kirche Jesu Christi der Heiligen der Letzten Tage (Mormonen) das Tal landwirtschaftlich erschlossen. Schon ihre erste Siedlung Provo legten sie auf von den Indianern genutztem Gebiet an. Wegen der Wasserversorgung siedelten sie nahezu ausschließlich am Ostufer des Sees. In Ufernähe legten sie überwiegend Obstplantagen an, die höher gelegenen Teile wurden teils mit, teils ohne Bewässerung für den Getreideanbau genutzt. Im Norden des Tales gab es auch großflächigen Anbau von Zuckerrüben.
Der Provo Canyon des Provo Rivers eignete sich sehr zur Gewinnung von Wasserkraft, so dass bereits 1898 ein Wasserkraftwerk zur Versorgung von Bergwerken in Mercur in den Bergen westlich des Sees errichtet wurde. Es wurde wegen des steigenden Verbrauchs 1904 durch ein zweites, wesentlich größeres Kraftwerk weiter unterhalb am Provo River ergänzt.
Industrie gab es bis in den Zweiten Weltkrieg nicht. Nach dem Kriegseintritt der Vereinigten Staaten wurde 1942/43 am Seeufer nördlich von Orem ein Stahlwerk errichtet, das die Kohlen- und Erzvorkommen der Region nutzte. Es wurde in den 1980er Jahren vorübergehend und 2001 ganz geschlossen, seine Anlagen 2004 nach China verkauft und abtransportiert.

## Utah Valley heute
Das Ostufer des Utah Lake ist heute eine durchgehende Agglomeration von Siedlungen. Die größte ist Provo, benannt nach dem Pelzjäger Etienne Provost. Weitere nennenswerte Ortschaften sind Orem, Pleasant Grove und American Fork. Zusammen bilden sie die Provo–Orem-Metropolregion (Provo–Orem metropolitan area). Im Utah Valley liegen mit der Brigham Young University in Provo und der Utah Valley University in Orem die beiden größten Universitäten Utahs. Das 1972 in Provo gegründete Eyring Research Institute war bedeutend für die Entwicklung der Region zum High-Tech-Standort. In Zusammenarbeit mit den Universitäten förderte das Institut die Entwicklung von Kommunikations- und Produktionstechnik. Aus ihm gingen Novell und die Word Perfect Corporation hervor.
Landwirtschaft findet nur noch im Süden des Tales statt. Die Obstplantagen und Felder im Korridor zwischen Provo und Lehi wurden in Vorstädte umgewandelt.